# Tertuliano Marques
Tertuliano Marques (1883 - 1942), foi um arquiteto português.

## Biografia
Destacam-se entre os seus projetos arquitetónicos, os seguintes: 
- Palácio na Rua da Cova da Moura, n.º 1 (restauração de um palacete do século. XVII) - Prémio Valmor, 1921.
- Casa de São Cristóvão, no Monte Estoril (1917), propriedade de Alfredo da Silva
- Reconstrução do Teatro São Luís, em Lisboa, depois do incêndio, em 1915
- Reconstrução da Igreja de Santo António, no Estoril, após o incêndio, em 1927
- Desenho das torres da Igreja dos Navegantes em Cascais, em 1942